# Dominika Ostałowska

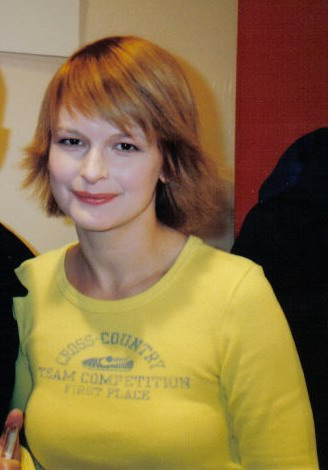
Dominika Ostałowska

Dominika Ostałowska (* 18. Februar 1971 in Warschau) ist eine polnische Schauspielerin.

## Leben
Dominika Ostałowska begann nach dem Abitur eine Schauspielausbildung an der Staatlichen Schauspielschule PWST in Warschau. Das Studium schloss sie 1994 ab. Anschließend gehörte sie bis 2000 zum Ensemble des Teatr Ateneum in Warschau. Danach wechselte sie an das Teatr Powszechny in Warschau und gehört seitdem zum Ensemble. Ihre erste kleinere Filmrolle übernahm sie 1994 in der internationalen Produktion Death Connection. Ihre erste Filmhauptrolle spielte sie 1995 in dem Film Łagodna an der Seite von Janusz Gajos. Für ihre Rolle in dem in Polen populären Kinofilm Warschau erhielt sie 2003 auf dem Polnischen Filmfestival Gdynia die Auszeichnung für die beste Nebendarstellerin. Im Jahr 2004 erhielt sie für die gleiche Rolle den Polnischen Filmpreis. Große Popularität erreichte sie mit der polnischen Fernsehserie M jak miłość. Für die polnische Version des Films 33 Szenen aus dem Leben synchronisierte sie die deutsche Hauptdarstellerin Julia Jentsch. Dominika Ostałowska ist mit dem Schauspieler Hubert Zduniak verheiratet. Sie haben einen gemeinsamen Sohn (* 2002).

## Filmographie (Auswahl)
- 1995: Łagodna – Regie: Mariusz Treliński
- 1997: Dusza śpiewa – Regie: Krzysztof Zanussi
- 1997: Liebesgeschichten (Historie miłosne) – Regie: Jerzy Stuhr
- 1998: Złoto dezerterów – Regie: Janusz Majewski
- 1999: Wojaczek – Regie: Lech Majewski
- 2000: Daleko od okna – Regie: Jan Jakub Kolski
- 2003: Warschau (Warszawa) – Regie: Dariusz Gajewski

## Auszeichnungen
- 2001: Polnischer Filmpreis – Beste Hauptdarstellerin (in dem Film Daleko od okna)
- 2003: Polnisches Filmfestival Gdynia – Beste Nebendarstellerin (in dem Film Warschau [Warszawa])
- 2014: Polnischer Filmpreis – Beste Nebendarstellerin (in dem Film Warschau [Warszawa])